# Дон Кхон
Дон Кхон (лаос. ດອນຄອນ) — острів на річці Меконг в архіпелазі Сі Фан Дон («Чотири тисячі островів») у провінції Тямпасак на півдні Лаосу.

## Історія
Залізниця Дон Дет-Дон Кхон була 7-кілометровою вузькоколійною портовою залізничною дорогою на островах Дон Кхон і Дон Дет, відкритою в 1893 році для перевезення судів, вантажів і пасажирів річкою Меконґ і зачиненою з 1940-х років.

## Географія
Пішохідна доріжка навколо острова (13 кілометрів). Дон Кхон з'єднаний з островом-близнюком Дон Дет мостом (Залізниця Дон Дет-Дон Кхон).
На острові є два буддійські храми, початкова школа та коледж.

## Клімат
Дон Кхон має тропічний вологий і сухий клімат. Хоча в місті загалом дуже тепло протягом усього року, в грудні та січні помітно прохолодніше. Дон Кхон також відчуває вологий і сухий сезони, з вологим сезоном з квітня по жовтень і сухим сезоном протягом решти п'яти місяців. Температура коливається від 15°C до 38°C.

## Галерея
|                                                                   |
| Коледж Кхона, середня школа, текст написаний рельєфними літерами. |

|       |
| Пляж. |

|                       |
| Історичний локомотив. |

|                    |
| Узбережжя острова. |

|                                                                                           |
| Групова фотографія з трьома лаоськими дівчатами, що з'єднали руки в тайському привітанні. |

|             |
| Малий крам. |

|                      |
| Різнобарвні бунгало. |

|                                          |
| Дівчина на мотоциклі з двома пасажирами. |